# Cobie Smulders
Jacoba "Cobie" Francisca Maria Smulders-Killam (3. travnja 1982., Vancouver) kanadska je glumica, najpoznatija po ulozi Robin Scherbatsky u CBS-ovoj seriji Kako sam upoznao vašu majku, i bivša manekenka.

## Karijera
Rođena je u Vancouveru kao kći oca Nizozemca i majke Engleskinje. Ime Jacoba dobila je po svojoj prateti, a kasnije je dobila nadimak Cobie. Glumiti je počela u srednjoj školi koju pak završava 2000. s odličnim uspjehom i gdje je proglašena učenicom generacije.
Ubrzo ulazi u svijet manekenstva i nosi brojne revije diljem svijeta. Kada je dobila ulogu Robin u seriji Kako sam upoznao vašu majku, potpuno se posvetila glumi.

## Privatni život
S Taranom Killamom ima kćer rođenu u proljeće 2009. godine. Dobra je prijateljica s glumicom Alyson Hannigan s kojom je od 2005. do 2014. glumila u seriji Kako sam upoznao vašu majku.

## Vanjske poveznice
- Cobie Smulders u internetskoj bazi filmova IMDb-u (engl.)